# Strischow-Insel (Laptewsee)
Die Strischow-Insel (russisch Остров Стрижёва) ist ein zum Archipel der Neusibirischen Inseln gehörendes Felseiland. Administrativ gehört die Insel zur Republik Sacha (Jakutien).

## Geographie
Die Insel liegt in der Laptewsee etwa 3,5 km südsüdwestlich von Mys Skalisty, dem Südwestkap der Belkowski-Insel. Das nur etwa ein Hektar große Eiland besitzt ein 40 Meter hohes Plateau, das zum Meer steil abfällt.

## Entdeckungsgeschichte
Die Insel wurde im Mai 1902 von der Russischen Arktisexpedition Eduard von Tolls entdeckt. Zwei Expeditionsmitglieder, Alexander Koltschak und sein Hundeschlittenführer Pjotr Strischow, umfuhren die Belkowski-Insel und stießen auf das noch unbekannte Eiland. 1933 wurde es von der Cheliuskin-Expedition kartiert.